# 차동민 (태권도 선수)
차동민(車東旻, 1986년 8월 24일~)은 대한민국의 은퇴한 태권도 선수이다.
그는 2006년에는 세계 대학 선수권 대회에서 우승을 차지하였으며 중화인민공화국 베이징에서 열린 2008년 하계 올림픽 태권도 남자 +80kg급 4강전에서 쿠바의 앙헬 마토스를 1-0으로 꺾고, 결승전에서 그리스의 알렉산드로스 니콜라이디스를 5-4로 이겨 금메달을 차지했다. 이로써 대한민국은 출전 종목 4체급을 모두 석권하였다.
영국 런던에서 열린 2012년 하계 올림픽에도 출전하였으나 8강전에서 터키의 바흐리 탄르쿨루에게 1-4로 패배하여 올림픽 2연패 달성에는 실패하였다. 4년 후, 브라질의 리우데자네이루에서 열린 2016년 하계 올림픽에 출전하여 동메달로 유종의 미를 거두고 은퇴하였다.

## 학력
- 부림초등학교 졸업
- 동성중학교 졸업
- 서울체육고등학교 졸업
- 한국체육대학교 체육학과 학사 (05 학번)
- 한국체육대학교 스포츠심리학과 석사

## 기록

### 국내 대회
전국체육대회
- 2004년 +80kg급 3위
- 2006년 +80kg급 2위
- 2007년 +80kg급 1위
- 2009년 +80kg급 1위
- 2010년 +80kg급 2위
- 2011년 +80kg급 1위
- 2012년 +80kg급 3위
- 2014년 +80kg급 2위

## 수상

### 수훈
- 체육훈장 맹호장(2018년 10월 15일)